# Starsky & Hutch
Starsky & Hutch è una serie televisiva degli anni settanta, prodotta da Aaron Spelling e Leonard Goldberg, andata in onda sulla rete statunitense ABC tra il 30 aprile 1975 e il 15 maggio 1979.
In Italia è stata trasmessa su Rai 2 a partire dal 15 marzo 1979 (all'epoca Rete 2), il giovedì sera alle 20.40, per poi essere replicata nel corso degli anni anche da altre emittenti, compresi canali Mediaset, LA7 e Sky Italia.

## Trama
I protagonisti sono due poliziotti, molto diversi per temperamento e stile di vita, ma uniti da una forte amicizia in servizio presso la nona stazione di polizia di Bay City, una città fittizia in California, e vede i due poliziotti affrontare casi difficili e pericolosi criminali.

## Premi e riconoscimenti
- Golden Globe
  - 1978 - Candidatura alla miglior serie TV drammatico
- People's Choice Awards
  - 1977 - Serie TV drammatica favorita dalla critica pubblica
  - 1976 - Serie TV drammatica favorita dalla critica pubblica
- TP de Oro
  - 1979 - Candidatura alla Miglior serie TV straniera (Mejor Serie Extranjera)
  - 1978 - Miglior serie TV straniera (Mejor Serie Extranjera)
- TV Land Awards
  - 2005 - Miglior serie TV antica

## Personaggi

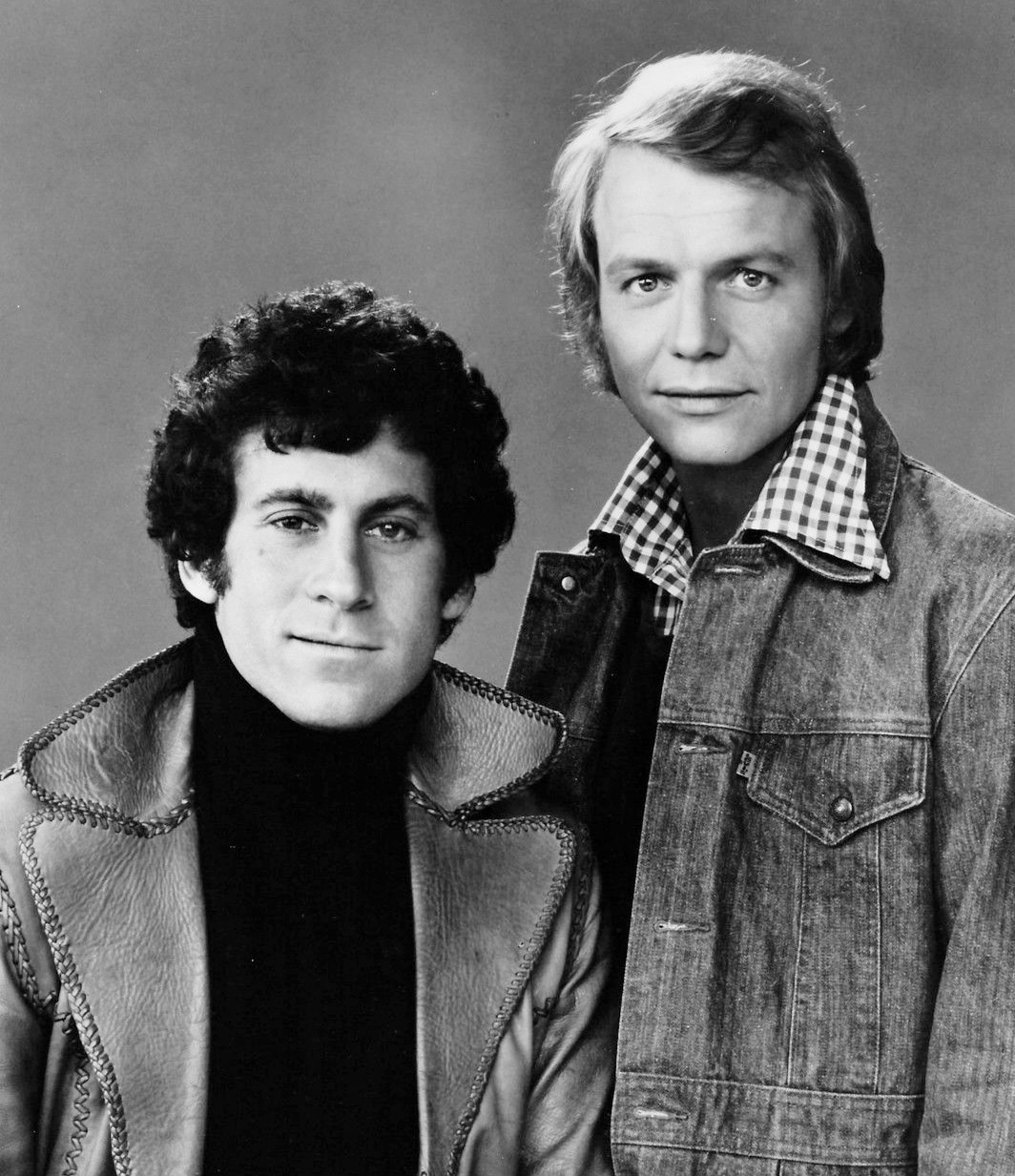
Paul Michael Glaser e David Soul (1975)

- David Michael Starsky (Paul Michael Glaser) è il poliziotto di strada, riccioli neri e andatura dinoccolata, giunto all'Accademia di Polizia dopo un'infanzia difficile (ha dovuto occuparsi della madre e del fratello minore dopo l'assassinio del padre) e l'esperienza della guerra in Vietnam. Disordinato, arruffato, impulsivo, si nutre esclusivamente nei fast food e non si separa mai dall'automatica Smith & Wesson modello 59 calibro 9 nascosta sotto il giubbotto di pelle marrone, a volte rimpiazzato da un cardigan di lana bianco, grigio e nero. Inseparabili sono anche le scarpe sportive di colore celeste con strisce bianche marca Adidas modello "Vintage SL 76", (oggi ancora in vendita) che calza negli episodi delle prime stagioni televisive. Guida una fiammante Ford Gran Torino del 1975 rossa con strisce bianche di cui è molto geloso e che nel tempo è diventata un'auto di culto per gli amanti della serie e uno dei caratteri salienti.
- Kenneth Hutchinson, più noto come Ken Hutch (David Soul) è invece figlio di un imprenditore, ed è entrato in accademia dopo aver abbandonato gli studi universitari. Riservato, timido, intuitivo, a volte quasi intellettuale nonostante la poderosa rivoltella Colt Python .357 Magnum con canna da 6" che brandisce contro i criminali; segue diete macrobiotiche, anche se non disdegna il cibo dei fast food, e si allena per restare sempre in forma. In molti episodi lo si vede alla guida di una Ford Galaxie 500 del 1973 piuttosto malmessa, che però non cambierebbe con nessun'altra auto.
- Harold Dobey (Bernie Hamilton), capitano di polizia, è stato interpretato rispettivamente da Bernie Hamilton, Richard Ward (nell'episodio pilota di Starsky & Hutch). Nato nella città californiana di Bay City, Harold Dobey diventa capitano di polizia molto giovane presso il distretto della città. Nel 1975 conosce David Starsky e Ken "Hutch" Hutchinson, due sergenti che, per merito di Dobey, lavoreranno in coppia e diventeranno migliori amici. Spesso però Harold li convoca nel suo ufficio per assegnare loro casi molto difficili e talvolta per qualche sgridata, anche se sa bene che Starsky e Hutch sono i suoi due sergenti migliori.
- Huggy Bear, informatore della polizia, interpretato da Antonio Fargas, proprietario di un bar denominato The Pits ('Le fosse'), ubicato nei bassifondi cittadini, e sempre al corrente di tutti i traffici illeciti della città. Nato a Bay City, Huggy Bear sin da piccolo si è dimostrato di essere un abile informatore. Cresciuto, decide di aprire un bar nel suo quartiere, che dirige lui e nel frattempo lavora sotto copertura come informatore presso il distretto di polizia di Bay City per il capitano Harold Dobey e i detective David Starsky e Ken "Hutch" Hutchinson, dei quali è molto amico.

## Produzione
Buona parte delle riprese è stata girata a Los Angeles, in particolare nei quartieri Century City, Venice Beach, Pico Boulevard, Beacon Street, San Pedro. Soltanto dalla seconda serie e sino al termine della quarta gli uffici della stazione di Polizia dove prestano servizio i due protagonisti è ambientata presso l'attuale sede del San Pedro Municipal Building. Tuttavia, la serie è ambientata nell'immaginaria città di Bay City.
Dall'episodio pilota (mai doppiato in lingua italiana) è estrapolata la maggior parte delle scene che sono state poi usate per realizzare la sigla iniziale degli episodi della prima serie. Nelle stagioni successive la sigla viene poi modificata di volta in volta con l'inserimento di altre scene estratte da episodi della prima, seconda e terza stagione. Il tema musicale della prima e della terza stagione, caratterizzato da toni drammatici tipici "del poliziesco", è del compositore Lalo Schifrin. La sigla musicale più nota e conosciuta, The Starsky & Hutch Theme, pubblicata poi con successo anche dal James Taylor Quartet, ma in realtà composta dal sassofonista Tom Scott accompagna invece le sigle della seconda e quarta stagione.
Durante le riprese, in particolare nelle scene ad alto rischio, entrambi gli attori protagonisti sono stati sostituiti da controfigure, rispettivamente dagli stuntman Charlie Picerni e Gary Epper.
L'ambientazione nei quartieri malfamati, l'ironia dei testi e il forte sentimento di amicizia tra i due protagonisti sono gli elementi che maggiormente hanno contribuito al successo della serie. A partire dalla terza stagione, gli sceneggiatori diminuirono le scene d'azione a favore di contenuti più sentimentali a causa della crescente preoccupazione per gli eccessi di violenza in televisione, contribuendo al rapido declino di popolarità della serie. La successiva decisione da parte dell'attore Paul Michael Glaser di abbandonare le riprese durante la quarta stagione, mise la parola fine alla serie.

## Guest star
Nel corso degli anni la coppia incontra anche numerose guest star, tra cui: Melanie Griffith, Jeff Goldblum, Danny DeVito, Goldie Hawn, Ed Begley Jr., Lynda Carter, Joan Collins, Norman Fell, Philip Michael Thomas, Edward James Olmos, John Ritter, Suzanne Somers, Kim Cattrall, inoltre il noto regista Michael Mann si è occupato di scrivere le sceneggiature di vari episodi.

## La Ford Gran Torino

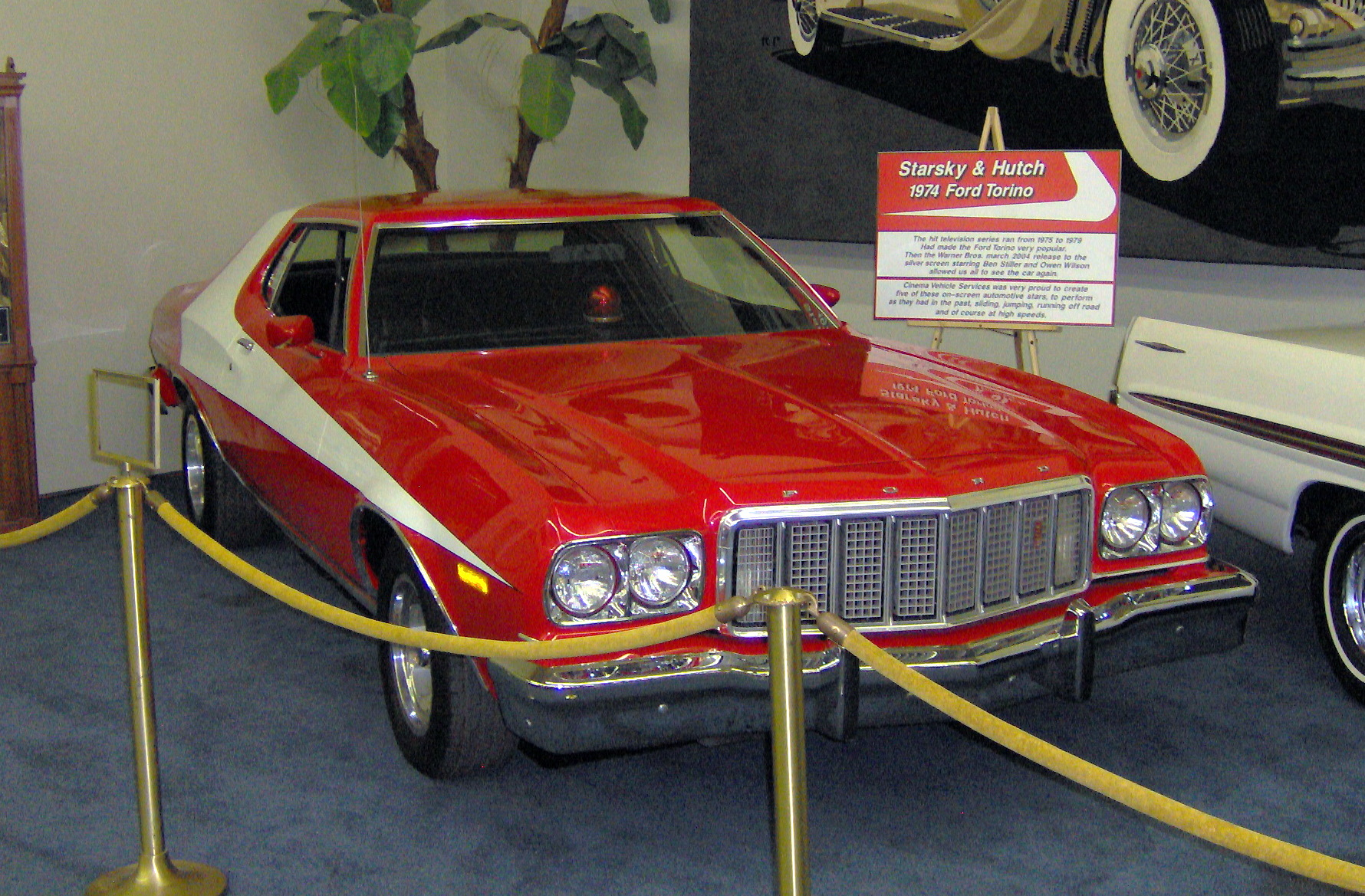
La Ford Gran Torino di Starsky e Hutch - "Zebra Tre"

Oltre ai due poliziotti, ha un ruolo importante nella serie l'auto di Starsky, una Ford Gran Torino rossa con una striscia bianca, sulla quale i due agenti prestano servizio e che gli stessi chiamano scherzosamente "pomodoro a strisce". Gli inseguimenti con sgommate, testacoda e burnouts sono presenti in molti episodi. Sulla scia del successo della serie televisiva, la Ford creò nel 1976 un’edizione limitata in mille esemplari della Gran Torino “Zebra 3” con la livrea della serie e motori V8 da 152, 180 e 202 cv.
Le apparizioni fuori dalla serie dell'auto di Starsky & Hutch sono numerose. Tra i vari camei, la vettura, senza targa, è apparsa anche in un episodio dal titolo Slot machine, della prima stagione della serie TV Hazzard, guidata da Cooter Davenport, interpretato da Ben Jones, inoltre la Ford Gran Torino quella del telefilm omonimo la si poteva vedere anche in un breve cameo nell'episodio Trasporti in esclusiva della 3ª stagione di Supercar.

## Episodi
La serie, creata da William Frederick Blinn e Ryan Matthew Blinn, si compone di 93 episodi della durata di circa 48 minuti, fatta eccezione per il pilot di 70 minuti.
| Stagione         | Episodi | Prima TV originale | Prima TV Italia |
| ---------------- | ------- | ------------------ | --------------- |
| Prima stagione   | 23      | 1975-1976          | 1979-1981-1983  |
| Seconda stagione | 25      | 1976-1977          | 1981-1983       |
| Terza stagione   | 23      | 1977-1978          | 1981-1983       |
| Quarta stagione  | 22      | 1978-1979          | 1983-1984       |

## Accoglienza
Alla sua uscita nel 1975, Starsky & Hutch fu molto apprezzata sia dal pubblico che dalla critica; oggi è ormai considerata una serie cult nonché come una delle migliori degli anni 70 e in generale del genere poliziesco. Su IMDb detiene una valutazione di 7 su 10, mentre su Movieplayer.it gli utenti gli hanno assegnato 3,9 stelle su cinque, su MYmovies.it detiene una valutazione di 4 stelle su cinque, mentre gli utenti di TV.com gli hanno assegnato un punteggio di 8,8.
Ricevette anche ottime lodi in particolare sulle sceneggiature, sull'ironia del testo, sulle ambientazioni, sulla scelta dei due coprotagonisti di colore e soprattutto sul forte sentimento di amicizia fra i due protagonisti, come diranno più volte nel corso della serie di fidarsi solo di loro stessi.
Secondo il noto sito Movieplayer.it, Starsky & Hutch si trova al primo posto tra le serie TV migliori degli anni settanta; sempre secondo Movieplayer.it, Starsky & Hutch si trova al trentunesimo posto nella classifica delle 100 serie TV migliori di tutti i tempi e all'ottavo posto nella classifica delle migliori serie TV poliziesche della storia.

## Film
La popolarità della serie spinse alla creazione di un omonimo film del 2004 Starsky & Hutch, interpretato dagli attori Ben Stiller, Owen Wilson e Snoop Dogg.